# Mene tekel

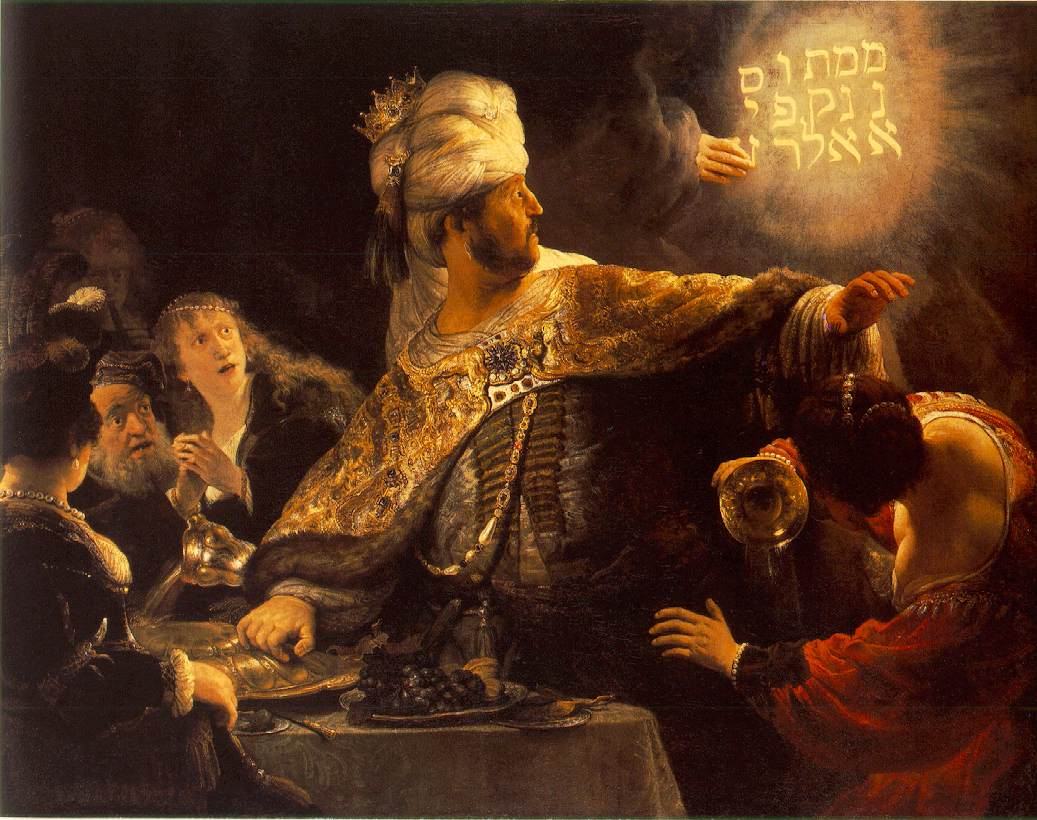
Belsassars gästabud av Rembrandt.

Ett mene tekel, även skrivet menetekel, är ett varnande förebud, en olycksvarning.

## Bakgrund
Uttryckets ursprung är Mene mene tekel u-farsin (arameiska), de ord som enligt Bibelns Daniels bok (5:25) skrevs på väggen av en fritt svävande hand vid den babyloniske konungen Belsassars gästabud, och som inte kunde läsas eller tydas förrän profeten Daniel på konungamoderns råd hämtades. Han läste och tolkade orden på följande sätt:
"Mene, det betyder: Gud har räknat [mená] ditt rikes dagar och gjort ände på det. Tekel, det betyder: du är vägd [tekiltá] på en våg och befunnen för lätt. Peres, det betyder: ditt rike har blivit styckat [perisát] och givet åt meder och perser [u-farás]". Samma natt blev Belsassar, kaldéernas konung, dödad.
Tydningen: räknad, vägd, delad är emellertid att betrakta endast som en fri ordlek, och den egentliga betydelsen är omtvistad.

## Symbolik
Vid gästabudet hade Belsassar låtit hämta kärl som tillhörde det förstörda templet i Jerusalem för att låta gästerna dricka vin ur dem. Det var en skymf mot judarnas gud Jehova. Skriften på väggen, som var personligt riktad till Belsassar, var samtidigt en skymf mot de gudar han tillbad. Nabu var skrivkonstens gud, och själva lertegelstenarna som väggen var byggd av kan ha haft inskriptioner med kung Nebukadnessars namn . 
Hela tillställningen hade dessutom ett stort inslag av högmod. Belsassar ordnade sitt gästabud trots att staden var omringad av fientliga soldater och lät till och med portarna i stadsmuren stå öppna mot floden för att fienderna skulle höra ljuden från festen. Babylonierna litade på att floden i sig skulle vara ett tillräckligt skydd, men visste inte att kung Cyrus som ledde de medo-persiska styrkorna hade låtit gräva kanaler som torrlade flodbädden. Det gjorde att staden kunde invaderas och Belsassar blev dödad samma natt som han hade fått det skräckinjagande budskapet.